# Charidża
Charidża (arab. خريجة) – wieś w Syrii, w muhafazie Aleppo, w dystrykcie Manbidż. W 2004 roku liczyła 336 mieszkańców.